# 블록베리크리에이티브
블록베리크리에이티브(영어: Blockberry Creative)는 대한민국의 종합 엔터테인먼트 회사로, 방위 사업체인 (주)일광공영(Ilgwang Polaris)의 자회사이다.

## 과거 소속 연예인
- 아이언
- 이달의 소녀
- 츄 (이달의 소녀 전멤버)
- 선예